# Cantone di Moncontour (Vienne)
Il Cantone di Moncontour era una divisione amministrativa dell'arrondissement di Châtellerault.
È stato soppresso a seguito della riforma complessiva dei cantoni del 2014, che è entrata in vigore con le elezioni dipartimentali del 2015.
Comprendeva i comuni di:
- Angliers
- Aulnay
- La Chaussée
- Craon
- La Grimaudière
- Martaizé
- Mazeuil
- Moncontour
- Saint-Clair
- Saint-Jean-de-Sauves